# Мяяття, Олли
О́лли Мя́яття (фин. Olli Määttä; род. 22 августа 1994, Йювяскюля) — финский хоккеист, защитник. Игрок клуба НХЛ «Юта Маммот» и сборной Финляндии. Серебряный призёр чемпионата мира 2021 года. Двукратный обладатель Кубка Стэнли (2016 и 2017).

## Игровая карьера

### Клубная карьера
Олли Мяяття является воспитанником клуба ЮП из своего родного города Йювяскюля. Он играл за команды ЮП всех возрастов до 2011 года. В 2011 году он был выбран в четвёртом раунде драфта КХЛ петербургским СКА, а также под первым номером на драфте Канадской хоккейкой лиги клубом «Лондон Найтс», куда и отправился играть на следующие два года.
На драфте НХЛ 2012 года Мяяття в первом раунде выбрал «Питтсбург Пингвинз» и сразу подписал с защитником трехлетний контракт новичка. Сезон 2013/14 Мяяття начал в составе «Питтсбурга», заменив в составе травмированного Криса Летанга. Первый матч в НХЛ он провел против «Нью-Джерси Дэвилз» 3 октября 2013 года. Первые баллы за результативность Олли набрал уже в своем третьем матче: в игре против «Каролины Харрикейнз» он сделал две голевые передачи и стал второй звездой матча. Первый гол в НХЛ Мяяття забил в ворота Роберто Луонго из «Ванкувер Кэнакс» 19 октября 2013 года.
В сезоне 2014/15 у Мяяття был диагностирован рак щитовидной железы, а затем была успешная операция по удалению опухоли. Также в этом же году защитник переболел свинкой и был прооперирован из-за травмы плеча. В результате Мяяття провёл лишь 20 игр и пропустил плей-офф.
В сезонах 2015/16 и 2016/17 был основным защитником команды в победных плей-офф и завоевал два Кубка Стэнли.
Первую шайбу в плей-офф забросил 19 мая 2017 года в 4-м матче финала Восточной конференции против «Оттавы Сенаторз». В следующей игре повторил успех, при этом заброшенная шайба оказалась победной.
В феврале 2016 года продлил контракт с «Питтсбургом» на 6 лет с зарплатой $ 4,0833 млн в год.
В сезоне 2017/18 впервые провёл все 82 матча регулярного сезона, набрав 29 очков. В плей-офф «Питтсбург» не смог в третий раз подряд обыграть во 2-м раунде «Вашингтон Кэпиталз» и уступил в серии со счётом 2-4. Финский защитник сыграл во всех матчах розыгрыша Кубка Стэнли, но набрал лишь 2 очка.
16 июня 2019 года был обменян в «Блэкхокс», взамен «Пингвины» получили нападающего Доминика Кахуна и выбор в 5-м раунде драфта НХЛ 2019 года.
4 октября 2020 года был обменян в «Лос-Анджелес Кингз» на нападающего Брэда Моррисона.
13 июля 2022 года подписал однолетний контракт с клубом «Детройт Ред Уингз». 16 февраля 2023 года подписал с «Ред Уингз» новый контракт сроком на два года с зарплатой 6 миллионов долларов в год. 29 октября 2024г. был обменян в «ХК Юта» на пик третьего раунда драфта 2025г.

### В сборной
В 2011 году Мяяття играл за юниорскую и за молодёжную сборные Финляндии на МЧМ в США и ЮЧМ в Германии. В обоих случаях финны выбывали на стадии четвертьфинала от сборных России. На молодёжном чемпионате мира 2012 года в Канаде Мяяття сыграл только один матч, а на МЧМ-2013 в России он принял участие в пяти матчах, но финны выступили на том турнире неудачно и не смогли попасть в плей-офф, заняв первое место в утешительном турнире.

## Статистика
| Легенда | Легенда                    | Легенда | Легенда                   | Легенда | Легенда    |
| ------- | -------------------------- | ------- | ------------------------- | ------- | ---------- |
| И       | Количество проведённых игр | Штр     | Штрафное время            | +/−     | Плюс-минус |
| Г       | Голы                       | П       | Голевые передачи          | О       | Очки       |
| -       | Статистика неизвестна      | —       | Статистика не учитывалась |         |            |

## Награды и достижения
| Награда                           | Год        |        |
| --------------------------------- | ---------- | ------ |
| НХЛ                               |            |        |
| Кубок Стэнли (Питтсбург Пингвинз) | 2016, 2017 | [ 18 ] |